# Boarmia catotaeniaria
Boarmia catotaeniaria là một loài bướm đêm trong họ Geometridae.